# Lemie
Lemie é uma comuna italiana da região do Piemonte, província de Turim, com cerca de 218 habitantes. Estende-se por uma área de 45 km², tendo uma densidade populacional de 5 hab/km². Faz fronteira com Ala di Stura, Balme, Mezzenile, Usseglio, Viù, Condove.

## Demografia
| Variação demográfica do município entre 1861 e 2011                               |
|                                                                                   |
| Fonte: Istituto Nazionale di Statistica (ISTAT) - Elaboração gráfica da Wikipedia |